# Alone Walkyng
Alone Walkyng – demo blackmetalowego zespołu Hades wydane w 1993 roku.

## Lista utworów
1. „Unholy Congregation” – 6:07
2. „Hecate (Queen of Hades)” – 4:21
3. „Alone Walkyng” – 10:03

## Twórcy
| Hades w składzie - Janto Garmanslund – wokal, gitara basowa - Jørn Inge Tunsberg – gitary, wokal - Wilhelm Nagel – gitary - Remi Andersen – perkusja | Personel - Eirik Hundvin – producent |